# ЗИЛ-135
ЗИЛ-135 — семейство советских четырёхосных военных автомобилей, включает более двадцати различных вариантов.
Изначально ЗИЛ-135 был разработан как тягач для буксировки ствольной артиллерии в Специальном конструкторском бюро ЗИЛа под руководством В. А. Грачёва в начале 1960-х годов. Выпускался с 1963 года по 1995 год. Поставлялся на экспорт.

## Конструкция
Машина оборудовалась двумя двигателями ЗИЛ-123Ф мощностью 120 л. с. каждый, установленными за кабиной (на следующих моделях автомобиля использовались двигатели ЗИЛ-375). Каждый двигатель вращал колёса своего борта, что обеспечивало дополнительную живучесть машины. Ввиду использования шин низкого давления, а также из-за стремления максимально уменьшить массу машины конструкторы приняли решение отказаться от упругой подвески как таковой. Впоследствии на моделях 135Л/ЛМ для ликвидации галопирования (продольного раскачивания), которым отличались предыдущие машины 135-го семейства, решено вернуть независимую торсионную подвеску с гидроамортизаторами на колёса крайних мостов, сохранив при этом жёсткое крепление к раме двух средних мостов.
Колёса крайних осей выполнены управляемыми. Остальные параметры, включая габариты, грузоподъёмность, конструкцию подвески, возможность плавать, колёсную базу и так далее, широко варьировались от одной модели к другой.
Кабина выполнялась из стеклопластика для облегчения машины и увеличения грузоподъёмности.

## ЗИЛ-135П
ЗИЛ-135П — плавающая платформа, вездеход, десантно-транспортная амфибия. Конструкция разработана в 1965 году на базе ЗИЛ-135. Вездеход широко эксплуатировался в Заполярье, Балтийском и Баренцевом морях. Выдерживает пятибалльный шторм и может штурмовать тонкие льды. Передний и задний мосты — управляемые, что позволяет делать развороты на месте. Машина прошла успешно все испытания, но на вооружение в Вооружённые силы СССР не поступила и серийно не выпускалась.

## ЗИЛ-135Л/ЛМ/ЛМП
ЗИЛ-135ЛМ — колёсный неплавающий вездеход. Производился на Брянском автозаводе (БАЗ). Был спешно разработан на базе модели ЗИЛ-135Л и отличался от неё заменой сложной автоматической коробки передач на механическую, откуда и появилась буква «М» в названии. Создатель семейства машин Виталий Грачёв был категорически против такого решения, называя его «шагом назад», но выпускать гидромеханические КПП Брянский автозавод не имел возможности (по одной из версий, это был знак протеста после отмены производства собственной разработки БАЗ-930), и машина с МКПП пошла в серию, став в итоге самой массовой в семействе.
Механические коробки передач существенно ухудшили многие характеристики машины. Гидротрансформаторы в исходной версии машины хорошо компенсировали разницу в моментно-скоростных характеристиках двигателей левого и правого бортов. В случае механической трансмиссии такой возможности не было, и для обеспечения приемлемых ездовых характеристик приходилось выполнять сложные регулировки карбюраторов и приборов зажигания моторов левого и правого бортов с целью обеспечения их синхронной работы, особенно на переходных режимах. Большую сложность представляла регулировка двух сцеплений на синхронную работу. На практике, особенно в период боевой работы, добиться всего этого было чрезвычайно сложно. В итоге силовые агрегаты большинства машин работали несинхронно: двигатель одного из бортов был «ведущим» (развивал избыточную мощность), а второго — «ведомым» (развивал недостаточную мощность), что приводило к их преждевременному износу. При этом «ведущий» двигатель изнашивался за счёт перегрузки, а «ведомый», который по сути тормозил «ведущего», изнашивался ещё быстрее за счёт смывания масла со стенок цилиндров несгоревшим бензином. При трогании с места машина за счёт несинхронной работы двигателей и сцеплений часто ощутимо поворачивалась, что приводило к падению во время движения по узким мостам и въезде на железнодорожные платформы.
Недостатки машины с механической трансмиссией в полной мере проявились во время боевых действий в Афганистане. Так как на тот момент это было единственное шасси для РЗСО «Ураган», предпринимались попытки улучшить характеристики уже имевшихся в строю машин за счёт установки вместо двух бензиновых силовых агрегатов одного дизельного двигателя ЯМЗ-240, КамАЗ-740 или 1Д12 (с гидромеханической передачей) с КПП и межбортовым дифференциалом. Однако дифференциал, обслуживающий сразу четыре моста, получился громоздким, тяжёлым и ненадёжным. Стало очевидно, что машина с такой схемой трансмиссии свой век отжила, и в дальнейшем Брянский автозавод реализовывал уже другие схемы привода.
Технические характеристики:
- Колея, мм — 2300
- База, мм — 6300
- Снаряжённая масса, кг — 10500
- Крутящий момент, кгм (об/мин.) — 2 × 47,5 (950)
- Преодолеваемые препятствия:
  - траншея — 3,6 м
  - вертикальная стенка — 0,9 м
  - брод — 1,3 м

## БАЗ-135МБ
С 1967 года на Брянском автомобильном заводе началось производство переработанного из опытной машины ЗИЛ-135М (1962 года) шасси БАЗ-135МБ. Основным отличием от прототипа стала установка одного дизельного двигателя с одной КПП вместо двух бензиновых двигателей с отдельными коробками. В таком упрощённом и удешевлённом виде шасси производились рекордно долго — около 30 лет.

## Эксплуатанты
Автомобиль используют следующие государства:
- Россия
- Афганистан
- Беларусь
- Китай
- Камерун
- Куба
- Египет
- Иран
- Ливия
- Северная Корея
- Сирия
- Украина
- Йемен

Когда-либо эксплуатировали
- Алжир
- Болгария (НРБ)
- Чехословакия (ЧССР)
- Восточная Германия (ГДР)
- Ирак
- Кувейт
- Польша (ПНР)
- Румыния (СРР)
- Южный Йемен
- СССР
- Югославия (СФРЮ)

## Галерея

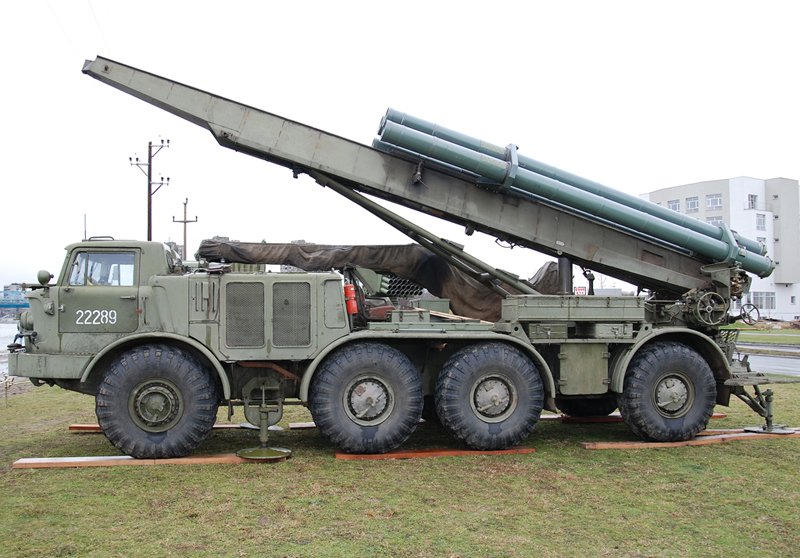
Сербская РСЗО «Orkan» на базе ЗИЛ-135
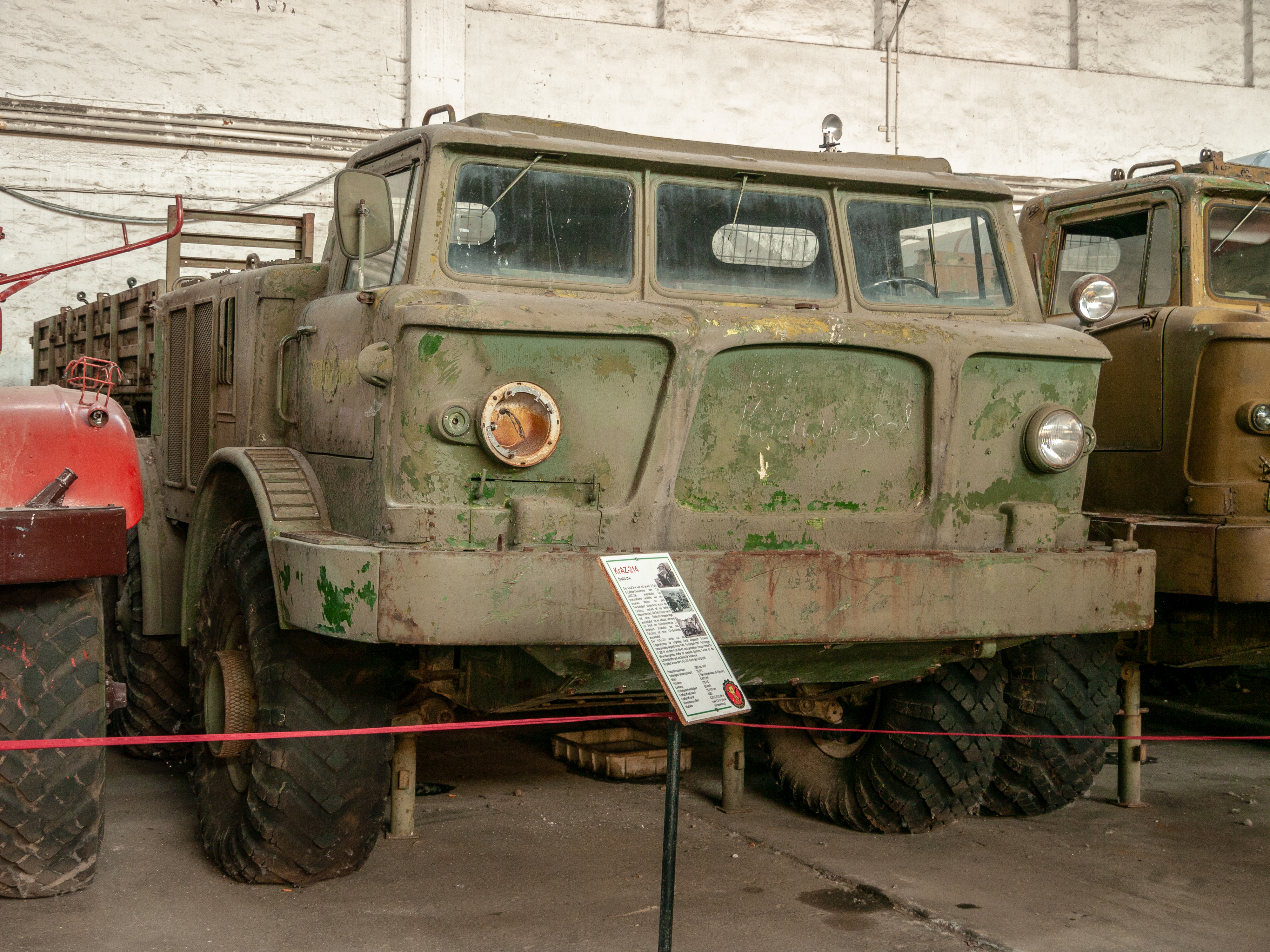
Бортовой грузовик на базе ЗИЛ-135 в музее Пютница (Technik-Museum Pütnitz), Рибниц-Дамгартен
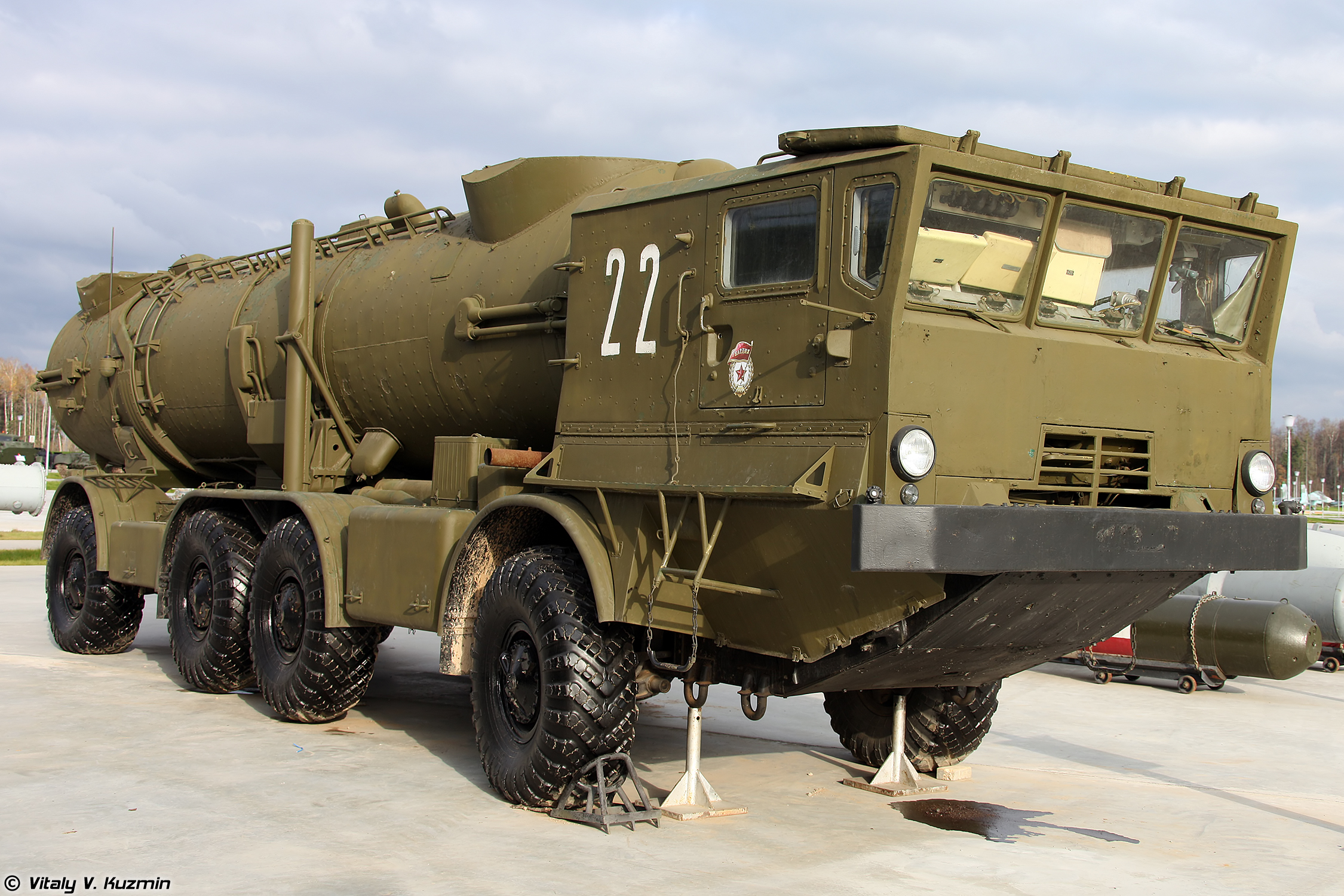
Береговой ракетный комплекс «Редут» на базе БАЗ-135МБ.